# Veškajma
Veškajma (in russo Вешкайма?) è un villaggio operaio della Russia europea, situato nell'oblast' di Ul'janovsk. È il centro amministrativo del rajon Veškajmskij.
Si trova 88 km a sud-ovest di Ul'janovsk, a pochi chilometri dalla riva sinistra del fiume Baryš.